# Города убежища
Города убежища (ивр. ערי המקלט‎) — шесть левитских городов в Израильском и Иудейском царствах, предоставляющие право убежища виновным в непредумышленном убийстве. Маймонид расширяет список городов-убежищ до всех 48 левитских городов. Только в пределах этих городов такого рода преступники могли спастись от кровной мести, которая была разрешена законом. Библия называет шесть городов-убежищ: Кедеc, Сихем и Хеврон на западной (правой) стороне реки Иордан и Бецер, Рамоф и Голан на востоке (левый берег) реки Иордан (Нав. 20:7, 8).

## Библейские правила

### Книга Чисел
В отличие от Книги Чисел (преступник предстает перед судом), во Второзаконии просто говорится, что если преступник виновен в убийстве, старейшины города, в котором было совершено преступление, должны потребовать возвращения преступника и передать его для казни мстителю за кровь (Втор. 19:11—13). Во Второзаконии не отводится никакой роли первосвященнику и не упоминаются условия, на которых преступник мог вернуться домой, но говорится, что должны быть построены дороги к городам-убежищам, чтобы облегчить преступнику побег туда (Втор. 19:3).

### Во Второзаконии
Согласно Второзаконию израильтяне завоевали несколько царств на восточном берегу реки Иордан и собрались войти в Ханаан. Общее число городов-убежищ должно было достичь девяти (Втор. 4:41—43):
- Моисей отделил три города-убежища на восточной стороне,
- три города-убежища были отделены в Ханаане после его завоевания,
- три дополнительных города.

Альберт Барнс заявил, что наличие трёх дополнительных городов предполагало расширение границ Израиля до крайних пределов, согласно Библии обещанных Богом, от Египетского вади до Евфрата (Быт. 15:18), а в Библии короля Якова говорится о расширении побережья Земли Обетованной (Втор. 19:8).
В Книге Чисел были описаны законы, касающиеся городов-убежищ:
- после того, как преступник попросил убежища, его необходимо было забрать из города и предать суду (Чис. 35:11—24),
- если суд устанавливал, что преступник невиновен в убийстве, то преступника нужно было вернуть под стражей (для его собственной безопасности) в город, в котором он попросил убежища (Чис. 35:25),
- кровавые деньги[англ.] усугубляли преступление, искупление[англ.] — только кровью убийцы (Чис. 35:31—34),
- после смерти иудейского первосвященника преступнику не позволялось причинять никакого вреда, и в этот момент преступник мог свободно покинуть город без страха быть убитым (Чис. 35:25, Чис. 35:28).

### Книга Иисуса Навина
В Книге Иисуса Навина добавилось требование (по прибытии преступника в город), рассказа старейшинам города о произошедших событиях, после чего они должны были найти ему место для проживания в городе (Нав. 20). Современные библейские критики считают, что эта глава была написана девтерономистом. Хотя масоретский текст этой главы включает в себя роль смерти первосвященника, версия главы в Септуагинте не упоминает об этом.

## Происхождение и развитие
Во многих древних культурах считалось, что неприкосновенность божеств распространяется на их религиозные святилища и всё, что там находится, будь то преступники, должники, беглые рабы, священники, простые люди или, в некоторых случаях, проходящий скот; исследователи Библии подозревают, что это же было верно и для Израиля. Территория, на которую распространялись эти права святилища, варьировалась от небольшой территории вокруг алтаря или другого центрального элемента до большой территории за пределами города (границы часто обозначались каким-либо образом), в зависимости от значимости божества и важности святилища; считалось большим преступлением вытащить человека из святилища или убить его там, чем осквернить само святилище.
Учёные-библеисты считают, что право убежища в святилищах было представлено в Кодексе Завета (Исх. 21:12—14) (исследователи текста относят его к VIII веку до н. э.). Библеисты также полагают, что это право было описано в Книгах царей Иоава и Адонии, каждый из которых бежал от Соломона к алтарю, а их противники не нападали на них, пока они оставались там (3 Цар. 1:50—53, 3 Цар. 2:28—30). Текстологи рассматривают эти отрывки как часть Истории двора Давида, которую они датируют IX веком до н. э., или ранее.
Со временем эти общие права убежища постепенно ограничивались, поскольку некоторые святилища стали рассадниками преступности; в Афинах правила были изменены таким образом, что рабам разрешалось бежать только в святилище храма Тесея. В израильской культуре права было всего шесть мест-убежищ к моменту составления Священнического кодекса (по данным текстологов, это конец VII века), и поэтому исследователи Библии считают несовпадением тот факт, что три города-убежища к западу от Иордана также были важными древними религиозными святилищами. мало что известно о городах-убежищах к востоку от Иордана (по состоянию на 1901 год), но учёные считают разумным предположить, что когда-то они также были важными святилищами.
Текстологи считают, что Кодекс Второзакония датируется периодом правления Иосии (после падения Израильского царства под натиском ассирийцев). Это считается причиной того, что в Кодексе Второзакония упоминаются только три (неназванных) города-убежища (Втор. 19:2), а ещё три добавлялись только в случае расширения израильской территории (Втор. 19:8, 9). Ко времени правления Иосии, города к востоку от Иордана уже не контролировались израильтянами. Право убежища сохранилось, даже несмотря на то, что святилища (кроме Храма в Иерусалиме) были упразднены реформами Иосии.

## В раввинских источниках
Поскольку убийцы освобождались из города-убежища после смерти первосвященника, Мишна утверждает, что мать первосвященника традиционно снабжала их одеждой и едой, чтобы они не желали смерти её сына. Согласно Талмуду, смерть первосвященника была искуплением, как и смерть благочестивых людей. Маймонид утверждал, что смерть первосвященника была просто событием, настолько огорчительным для израильтян, что они отказывались от всех мыслей о мести .
В соответствии с требованием особо строить дороги к городам-убежищам, дороги к этим городам были:
- обозначены указателями с надписью «Убежище»
- широкими (32 локтя), что в два раза превышало установленную ширину
- особенно гладкими и ровными, чтобы беглецы могли передвигаться как можно свободнее.

Классические раввинские авторы считали все города, контролируемые левитами, городами-убежищами. Убежище можно было получить против воли жителей города, только если город был одним из шести главных городов-убежищ. Другие города могли бы официально заменить эти шесть, чтобы учесть меняющиеся политические обстоятельства. Альтернативные города-убежища должны были быть только среднего размера, поскольку, в малых городах могла возникнуть нехватка продовольствия, вынуждая беженца покидать город в поисках пропитания. В больших мстителю за кровь легко было спрятаться в толпе. Окружающий регион должен был быть достаточно густонаселенным, поскольку таким образом нападение мстителя за кровь можно было бы легче отразить. Алтарь Храма в Иерусалиме также стал считаться местом святилища, но он имел значение только для совершающего богослужение священника, и то лишь временно, поскольку в конечном итоге священника приходилось доставлять в город-убежище; когда Иерусалим находился под контролем Селевкидов, Деметрий I предложил превратить Храм в официальное место святилища, хотя это предложение было отклонено.
Раввинские источники различают четыре формы убийства, иногда приводя примеры
- полная невиновность, для которой не требовалось никаких дальнейших действий. Такая ситуация возникала, когда кого-то убивали при выполнении законных обязанностей, таких как телесное наказание (отец, который бьет своего сына, учитель, который дисциплинирует/наказывает своего ученика, и агент суда, уполномоченный высечь нарушителей)[4]
- халатность. Такая ситуация возникает, когда человек погибает в результате законных действий, которые преступник не был обязан совершать.
- серьёзная неосторожность, за которую недостаточно ссылки. Такая ситуация возникает, когда кто-то случайно погибает в результате противоправных действий преступника; например, такая ситуация возникает, если владелец магазина не обеспечивает сохранность своего имущества, оно рушится и убивает законного покупателя.
- убийство, карающееся смертной казнью.

Согласно классическим раввинским авторитетам, города-убежища были местами, где совершалось искупление. Филон объяснял этот принцип как основанный на теории, что невинный человек никогда не будет избран Богом в качестве орудия смерти другого человека. То есть был совершён какой-то грех до совершения убийства, и их изгнание выступает искуплением. Если преступник умер до того, как достиг города-убежища, его тело всё равно должно было быть доставлено туда, а если он умер до смерти первосвященника, то его тело должно было быть похоронено в городе-убежище до тех пор, пока не умрет первосвященник. После смерти первосвященника помилованному преступнику было запрещено занимать политические должности. Раввинские власти требовали, чтобы преступник всегда помнил о том, что он убил кого-то, и отказывался от любых почестей, которые жители города могли бы ему время от времени оказывать, если только жители не будут упорствовать.